# سارة باغانو
سارة باغانو (بالإنجليزية: Sarah Pagano)‏ هي عداءة المسافات الطويلة أمريكية، ولدت في 23 يوليو 1991 في رينغوود في الولايات المتحدة.

## وصلات خارجية
- سارة باغانو على موقع الاتحاد الدولي لألعاب القوى (الإنجليزية)
- سارة باغانو على موقع TFRRS.org (الإنجليزية)
- سارة باغانو على موقع رابطة إحصائيات سباق الطريق (الإنجليزية)